# Henry Rinklin

Henry Rinklin (hinten) und Beat Breu im Duell bei der Züri Metzgete 1981

Henry Rinklin (* 15. September 1957 in Geisingen) ist ein ehemaliger deutscher Radrennfahrer.

## Sportliche Laufbahn
Henry Rinklins Karriere begann 1975, als er bei den erstmals ausgetragenen UCI-Bahn-Weltmeisterschaften der Junioren in Lausanne Weltmeister im Punktefahren wurde. Zwei Jahre später, 1977, wurde der deutsche Bahnvierer mit Peter Vonhof, Hans Lutz, Günther Schumacher und Rinklin Vizeweltmeister, nur geschlagen von der Mannschaft der DDR. 1978 (mit Christian Bock) und 1979 (mit Peter Vonhof) wurde er deutscher Meister im Zweier-Mannschaftsfahren, 1982 zudem im Omnium der Profis. Als Amateur startete er u. a. für den Verein BRC Opel Schüler Derby.
1980 wurde Rinklin Profi und war vermehrt im Straßenradsport aktiv. Dabei konnte er 1981 einen Sieg in Gammertingen (vor Wilfried Peffgen und Eddy Verstraeten) und 1983 einen Sieg in Göppingen (vor Dietrich Thurau und Gregor Braun) einfahren. 1984 wurde er Gesamtsieger der Coca-Cola-Trophy vor Ferdi Van Den Haute und Hans Hindelang und gewann ein Rennen in Ludwigsburg. Sein bestes Ergebnis in einem internationalen Straßenwettbewerb war der zweite Platz hinter Beat Breu 1981 im Straßenrennen Meisterschaft von Zürich (Züri Metzgete), wo er Daniel Willems, Alessio Antonini, Alfons De Wolf, Eddy Schepers, Stefan Mutter, Gerrie Knetemann und Sean Kelly hinter sich lassen konnte.
Nebenher bestritt er 54 Sechstagerennen, vielfach zusammen mit Josef Kristen; 1982 gewann er das von Dortmund mit Danny Clark und 1985 das von Stuttgart mit Josef Kristen.

## Berufliches
Rinklin war nach Karriereende als Sportlicher Leiter der Radrennbahn in Singen tätig. 2002 wurde er Sportlicher Leiter des VMC Konstanz. Von 1999 bis zu seiner Pensionierung 2024 leitete Rinklin die Abteilung Stadtreinigung der Technischen Betriebe (TBK) Konstanz.